# Campylaspis mozambica
Campylaspis mozambica är en kräftdjursart som beskrevs av Michel Ledoyer 1988. Campylaspis mozambica ingår i släktet Campylaspis och familjen Nannastacidae.
Artens utbredningsområde är Moçambiquekanalen. Inga underarter finns listade i Catalogue of Life.